# Orchestre de chambre de Vienne
L'Orchestre de chambre de Vienne (Wiener Kammerorchester) est un orchestre de chambre autrichien fondé en 1946 par Franz Litschauer et basé au Konzerthaus.

## Historique
L'Orchestre de chambre de Vienne (WKO) a été fondé en 1946, et ses premiers directeurs artistiques ont été Franz Litschauer, Heinrich Hollreiser, Paul Angerer, et Carlo Zecchi. Quand il a occupé le poste de 1976 à 1991, Philippe Entremont a établi la tradition de directeurs ayant un double rôle, étant à la fois chef d'orchestre et soliste. Entremont est resté chef d'orchestre honoraire à vie de l'Orchestre, le dirigeant lors des tournées et des matinées par abonnement au Konzerthaus. Par la suite, le WKO a continué à inviter des artistes ayant ce double rôle, dont Yehudi Menuhin, Heinz Holliger, Heinrich Schiff, et Ola Rudner.
Heinrich Schiff a été directeur musical du WKO de 2005 à 2008, et a quitté son poste pour des raisons de santé. Stefan Vladar a été nommé nouveau chef du WKO en mai 2008. Depuis 2003, le chef adjoint du WKO est Jōji Hattori. 
Ernst Märzendorfer a dirigé l'Orchestre de chambre de Vienne dans le premier enregistrement de l'intégrale des symphonies de Joseph Haydn. Cette édition est peu connue. Une erreur courante est de croire que c'est l'édition des symphonies de Haydn par Antal Doráti dirigeant le Philharmonia Hungarica qui serait le premier enregistrement intégral.

## Chefs permanents
Comme chefs permanents de l'orchestre se sont succédé :
- Franz Litschauer (1946–1952) ;
- Heinrich Hollreiser (1952–1956) ;
- Paul Angerer (1956–1963) ;
- Carlo Zecchi (1964–1976) ;
- Philippe Entremont (1976–1992) ;
- Ernst Kovacic (1997–1999) ;
- Christoph Eberle (1999–2003) ;
- Heinrich Schiff (2004–2008) ;
- Stefan Vladar (depuis 2008).